# Rabsaké
Rabsaké ( akkád szóból: Rab šaqē 𒃲𒁉𒈜𒈨𒌍 - " pohárnok" ) az asszíriában egy magas rang címe. Ez a pozíció az egyik legrangosabb pozíció volt a királyságban – a harmadik, vagy a negyedik ha a királyi kiáltványt is bele számitjuk.

## A Bibliában

### Rabsaké beszéde
Ezékiás király 14. évében Szín-ahhé-eríba Asszíria királya hadjáratra indult, és elfoglalta Júda összes megerősített városát. Szín-ahhé-eríba katonai expedíciót küldött Lákisból Rabsaká vezetésével. A küldöttség Szdé Kovészban állt, a jeruzsálemi fal előtt, és Rabsaké Ezékiáshoz kezdett szólni, aki nem tartózkodott a fal közelében. Beszédét tulajdonképpen két részre osztotta: az első rész Ezékiásnak szólt, a második rész pedig a beszédet hallgató népnek szólt.